# Siegel-modulaire vorm
In de wiskunde zijn Siegel-modulaire vormen een belangrijk type automorfe vormen. Zij staan in relatie tot de conventionele elliptische modulaire vormen als abelse variëteiten in relatie tot elliptische krommen; de complexe variëteiten die als in de theorie zijn geconstrueerd zijn basismodellen voor wat een moduliruimte voor abelse variëteiten (met wat extra niveaustructuur) zou moeten zijn, als quotiënten van het Siegel-bovenhalfvlak in plaats van het bovenhalfvlak door discrete groepen
De modulaire vormen van de theorie zijn holomorfe functies op de verzameling van symmetrische {\displaystyle n\times n}-matrices met positief definiet imaginaire deel; de vormen moeten voldoen aan een automorfe conditie. Siegel-modulaire vormen kunnen worden gezien als multivariabele modulaire vormen, dat wil zeggen als  speciale functies van meerdere complexe variabelen.
Siegel-modulaire vormen werden in de jaren 1930 als eerste onderzocht door Carl Ludwig Siegel met als doel om kwadratische vormen analytisch te bestuderen. Zij komen voornamelijk voor in verschillende takken van de getaltheorie, zoals de rekenkundige meetkunde en de elliptische cohomologie. Siegel-modulaire vormen zijn ook gebruikt in sommige deelgebieden van de natuurkunde, zoals de hoekgetrouwe veldentheorie